# شارع 9 (مسلسل)
شارع 9 هو مسلسل جريمة مصري من إخراج محمد عبد الخالق وبطولة رانيا يوسف، نضال الشافعي، محمود عبد المغني، نرمين الفقي، سميرة صدقي، هدى الإتربي، أحمد سلامة وياسر علي ماهر.

## نبذة
تدور قصته حول اختفاء ابنة رجل اعمال شهير، تقطن في شارع 9 بمنطقة المعادي ويقرر زوجها العودة من الخارج للبحث عنها ويكتشف انها قتلت في ظروف غامضة يشترك في احداثها مجموعة من سكان شارع 9.

## طاقم العمل
- رانيا يوسف بدور راجية عبد الظاهر
- نضال الشافعي بدور رأئف
- محمود عبد المغني بدور ناير
- نرمين الفقي بدور حسنة
- سميرة صدقي بدور والدة راجية
- هدى الإتربي بدور مريهان
- أحمد سلامة بدور عز الدين
- ياسر علي ماهر بدور ثابت - مستشار قانونى